# Ињиго Ариста
Ињиго Ариста (шп. Íñigo Arista) или Енеко Аритца (баск. Eneko Aritza), рођен 781. и умро 852, први краљ Памплоне између 810—820, као и 852, гроф од Бигоре и Собрарбе.
Сматра се оснивачем династије Ињига, прве династије која је владала Памплоном.

## Историја
Син Ињига Хименеза и Онеке. Када му је умро отац, мајка се преудала за Мусу ибн Фортуна из арапске породице Бану Каси из Туделе, једног од господара долине Ебра, уз чију се помоћ докопао престола. Овај брак је Ињигу донео знатне територије: од Памплоне до долина подно Пиринеја Ирати (Навара) и долине Ечо (Арагон). Породица Бану Каси је држала под контролом плодне долине Ебра од Тафаље (Навара) до околине Сарагосе.
Долазак првог наварског краља није прошао без потешкоћа. Међу хришћанским становништвом које је било у мањини, неки су давали предност франачкој лози - прво Карла Великог, а онда и Луја Побожног. Богата хришћанска породица Веласко је предводила ову струју.
Године 799, каролиншке присталице су убиле гувернера Памплоне, Мутарифа ибн Мусу из породице Бану Каси. Године 806. Франци контролишу Навару преко једног члана породице Веласко као гувернера. Године 812. Луј I Побожни је послао једну експедицију против Памплоне, међутим, експедиција се неславно завршила јер су за таоце узимане жене и деца како би се заштитили при пролазу кроз Ронсево (Навара). 
Године 824. грофови Елбе и Азнар упућују другу експедицију против Памплоне, али Иљиго их побеђује уз помоћ Мусе ибн Фортуна и Гарсије Злог од Хаке. Након те победе, Ињиго Ариста постаје краљ Памплоне. Еулохио од Кордобе га назива хришћанским принцем (лат. Christicolae princeps)
Краљевина Памплона (која ће касније постати краљевина Навара), рођена је из чврстог савеза између муслимана и хришћана. Због тог савеза, Памплона се борила на страни Бану Касија заједно са Омејадама из Кордопског халифата што је проузроковало репресалије од стране Абд ал Рахмана против Памплоне.
Године 841. Ињиго оболева тешко и остаје парализован. Његов син, Гарсија Ињигез је постављен као регент. Политика савезништва се наставља и његова кћерка Асона се удаје за Мусу ибн Мусу ибн Фортуна.

## Потомство
Име Ињигове жене није јасно, иако хронике које датирају неколико векова касније кажу да је њено име било Тода или Онека. Такође постоје неслагања о њеном пореклу - неки тврде да је била кћерка Веласка, најбогатијег и најутицајнијег властелина Памплоне (убијен 816), а други опет подржавају хипотезу да је Ињигова жена била кћерка Азнара I Галиндеза, астуријског грофа.
Деца:
- Асона Ињигез, удата за Мусу ибн Мусу ибн Фортуна, валију од Туделе и Уеске.
- Гарсија Ињигез, наследник на престолу Наваре.
- Галиндо Ињигез од Памплоне, умро 851 у Кордоби. Отац:
  - Мусе ибн Галинда, валију од Уеске 860. године, убијен у Кордоби 870.
  - Нуниле, удате за грофа од Арагона, Гарсију Злог.[2]

## Породично стабло
|  |                  |  |  |  |  |  |  |  |  |  |  |  |  |  |  |  |
|  | 2. Íñigo Jiménez |  |  |  |  |  |  |  |  |  |  |  |  |  |  |  |
|  |                  |  |  |  |  |  |  |  |  |  |  |  |  |  |  |  |
|  |                  |  |  |  |  |  |  |  |  |  |  |  |  |  |  |  |
|  | 1. Ињиго Ариста  |  |  |  |  |  |  |  |  |  |  |  |  |  |  |  |
|  |                  |  |  |  |  |  |  |  |  |  |  |  |  |  |  |  |
|  |                  |  |  |  |  |  |  |  |  |  |  |  |  |  |  |  |
|  | 3.               |  |  |  |  |  |  |  |  |  |  |  |  |  |  |  |
|  |                  |  |  |  |  |  |  |  |  |  |  |  |  |  |  |  |
|  |                  |  |  |  |  |  |  |  |  |  |  |  |  |  |  |  |